# Пирвели-Чога
Пирвели-Чога (груз. პირველი ჭოღა) — село в Грузии, на территории Чхороцкуского муниципалитета края (мхаре) Самегрело-Верхняя Сванетия.

## География
Село находится в западной части Грузии, на левом берегу реки Очхомури, вблизи места впадения в неё реки Шебе, на расстоянии приблизительно 4 километров (по прямой) к северо-востоку от города Чхороцку, административного центра муниципалитета. Абсолютная высота — 206 метров над уровнем моря.

## Население
По результатам официальной переписи населения 2014 года в Пирвели-Чоге проживало 724 человека (367 мужчин и 357 женщин). В национальной структуре населения грузины составляли 99,9 %, русские – 0,1 %.
| Год  | Население, человек |
| ---- | ------------------ |
| 2002 | 1018               |
| 2014 | ↘ 724              |